# Garrett Island
Garrett Island är en ö i Kanada.   Den ligger i territoriet Nunavut, i den norra delen av landet, 3 400 km nordväst om huvudstaden Ottawa. Arean är 12,6 kvadratkilometer.
Terrängen på Garrett Island är platt. Öns högsta punkt är 91 meter över havet. Den sträcker sig 3,7 kilometer i nord-sydlig riktning, och 6,0 kilometer i öst-västlig riktning.